# Verbandsgemeinde Bad Ems-Nassau
La comunità amministrativa Bad Ems-Nassau (Verbandsgemeinde Bad Ems-Nassau) si trova nel circondario di Reno-Lahn nella Renania-Palatinato, in Germania.
La comunità amministrativa è stata costituita nel 2019 dalla fusione delle comunità amministrative di 
Bad Ems e Nassau e comprende 28 comuni.

## Comuni
Fanno parte della comunità amministrativa i seguenti comuni:
| Comune, città                   | Sup. (km²) | Abitanti |
| ------------------------------- | ---------- | -------- |
| Arzbach                         | 9,92       | 1 687    |
| Attenhausen                     | 5,85       | 411      |
| Bad Ems, città                  | 15,41      | 9 761    |
| Becheln                         | 4,42       | 661      |
| Dausenau                        | 9,92       | 1 232    |
| Dessighofen                     | 3,57       | 177      |
| Dienethal                       | 1,39       | 229      |
| Dornholzhausen                  | 3,93       | 196      |
| Fachbach                        | 2,23       | 1 254    |
| Frücht                          | 5,53       | 560      |
| Geisig                          | 3,91       | 336      |
| Hömberg                         | 4,86       | 327      |
| Kemmenau                        | 3,78       | 509      |
| Lollschied                      | 4,08       | 185      |
| Miellen                         | 2,06       | 341      |
| Misselberg                      | 0,74       | 86       |
| Nassau, città                   | 17,51      | 4 592    |
| Nievern                         | 4,27       | 983      |
| Obernhof                        | 3,85       | 373      |
| Oberwies                        | 2,02       | 149      |
| Pohl                            | 4,24       | 325      |
| Schweighausen                   | 3,66       | 224      |
| Seelbach                        | 7,24       | 436      |
| Singhofen                       | 15,66      | 1 796    |
| Sulzbach                        | 2,22       | 181      |
| Weinähr                         | 3,41       | 449      |
| Winden                          | 6,99       | 725      |
| Zimmerschied                    | 2,19       | 93       |
| Verbandsgemeinde Bad Ems-Nassau | 154,78     | 28 278   |

(Abitanti al 31 dicembre 2021)